# نور الدين الرانيري

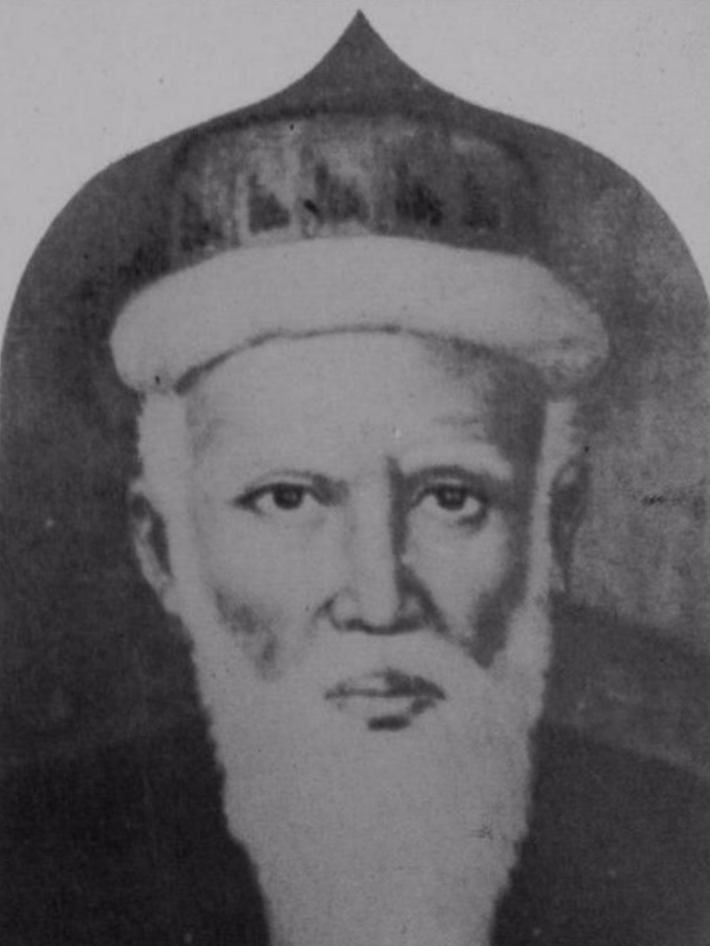
شيخ نور الدين بن علي الرانيري

نور الدين بن علي الرانيري (توفي 1658) كان عالما إسلاميا صوفيا ومن راندير في محافظة سورت  من ولاية غوجارات، في الهند، الذي عمل لعدة سنوات في بلاط سلطان اتشيه في ما هو الآن إندونيسيا. كان أكثر المؤلفين غزارةً في بلاط آتشيه، وساعد في المساهمة في سمعتها الدولية كمركز للمنح الدراسية. واعتبر عمله أقدم منحة دراسية إسلامية في جنوب شرق آسيا.
الشيخ الرانديري (الرانيري) (الشيخ نور الدين محمد بن علي بن الحسني الحامد الشافعي الأشعري العيدروسي الرنديري في عائلة مسلمة غوجاراتية  من سلالة الحضارم،  التي انحدرت من قبيلة قريش العربية. وصل إلى آتشيه في عام 1637 واستمتع برعاية إسكندر ثاني (حكم 1636-1641) الذي عينه مستشارًا. لقد استنكر آراء من سبقوه في بلاط آتشيه مثل حمزة فنسوري وشمس الدين من باساي، واستنكر الصوفية الفلسفية المستمدة من تعاليم الحلاج وابن عربي والسهروردي، وهو ما يتماشى مع عقيدة وجود الوحدة (الوحدة في الوجود) لما رآه بدعة في انتهاك للاعتقاد الإسلامي بأن الله لم يتغير بسبب خلقه. أمر بحرق كتبهم، بينما كتب العديد من الأعمال التي تحدد ما أصر على أنها معايير دينية أصولية.
وكان أبرز أعماله «بستان السلاطين»، التي بدأ فيه عام 1638 وكتب بلغة الملايو بناءً على مصادر عربية. إنه عمل موسوعي من سبعة مجلدات، يغطي تاريخ العالم من الخليقة إلى فترة أنبياء الإسلام والملوك المسلمين في الشرق الأوسط ومنطقة الملايو، بالإضافة إلى العديد من العلوم.
ترجمت أعمال الرانيري إلى لغات إندونيسية أخرى، وكان لها تأثير كبير في الأدب الماليزي. لكنه فقد الدعم مع بلاط خليفة إسكندر ثاني، أرملته تاج العلم، وغادر آتشيه في 1644، وتوفي في الهند في 1658.